# 重庆市求精中学校
重庆市求精中学校创建于1891年，是中国近代最早的新式学堂之一。创办者是美国基督教美以美会教会，创办人是传教士鹿依士（Spencer Lewis）。原名求精学堂，1952年更名为重庆第六中学。1998年更名为重庆求精中学。抗战时期曾为战时儿童保育会。

## 校友
- 邓婕
- 庞中华
- 刘伯承
- 黄绮珊
- 张大千